# 辛普朗山口
辛普朗山口（德語：Simplonpass）是瑞士瓦莱州的山口，位于彭尼内山和勒蓬廷山之间，连接瑞士瓦莱州布里格和意大利皮埃蒙特大区多莫多索拉。辛普朗隧道于20世纪初建于该山口附近，用于两国间的铁路交通。

## 图集

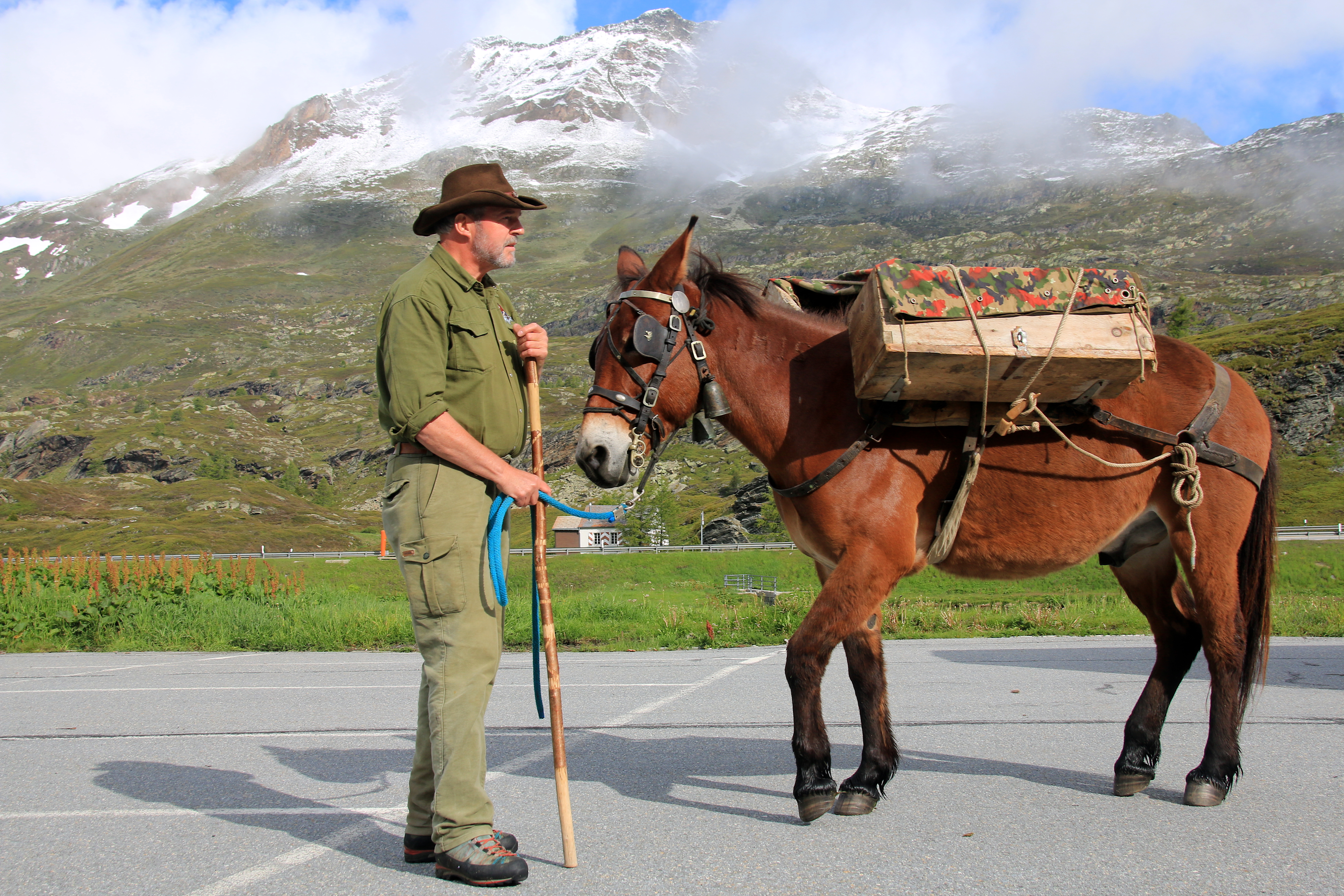
辛普朗山口的驮畜，2020年
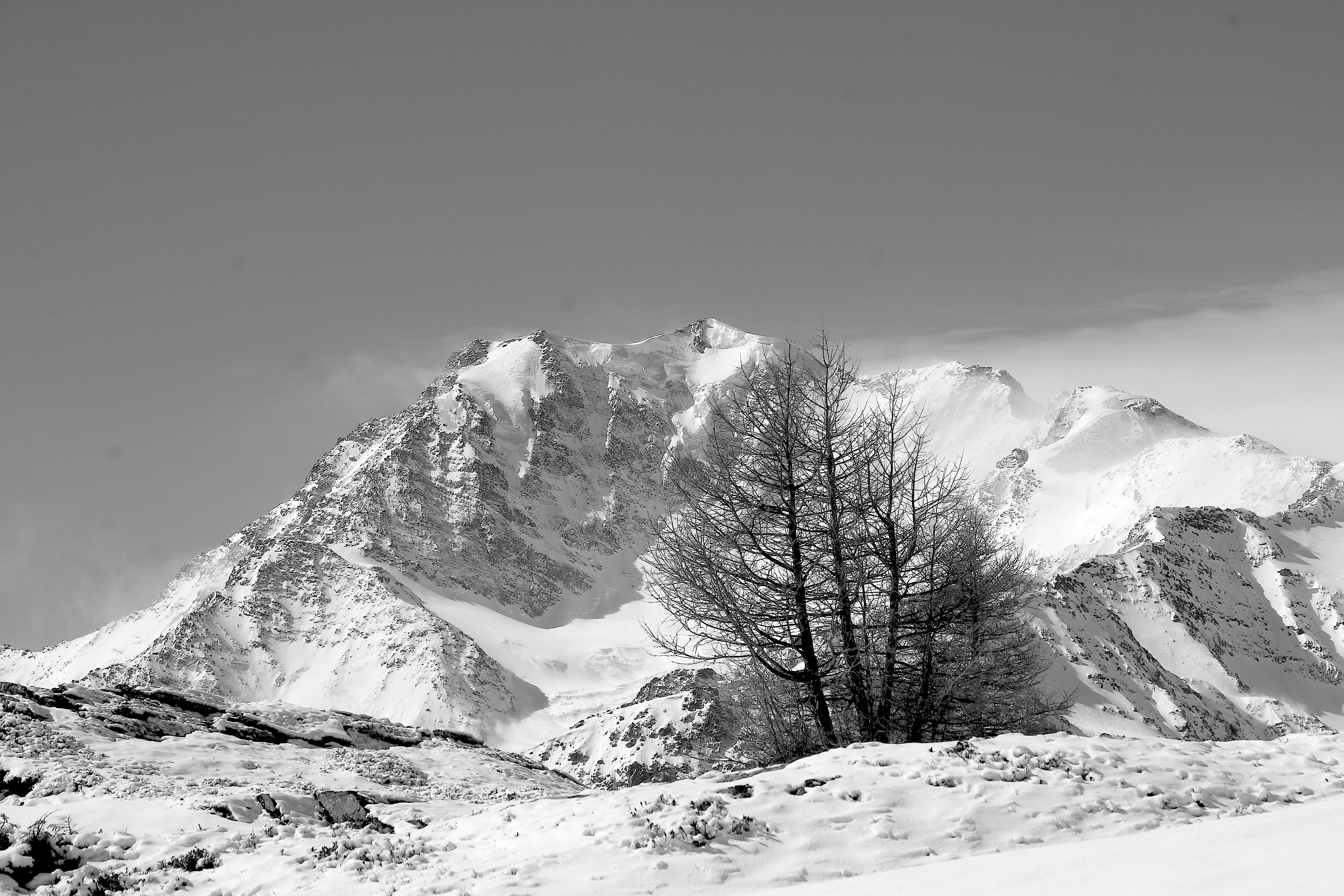
从辛普朗山口看到的弗萊奇峰
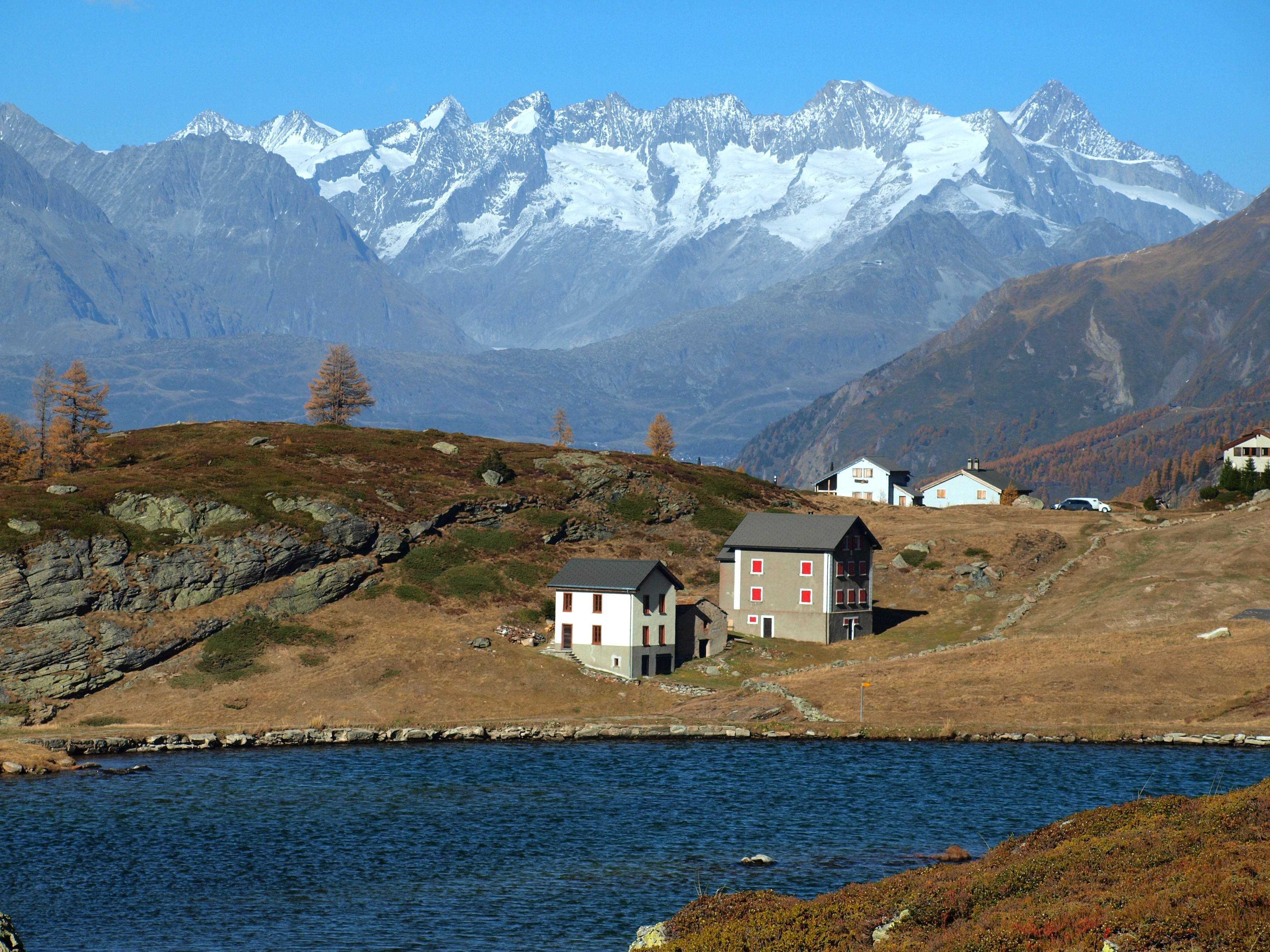
辛普朗山口的罗特尔湖（德语：Rotelsee）
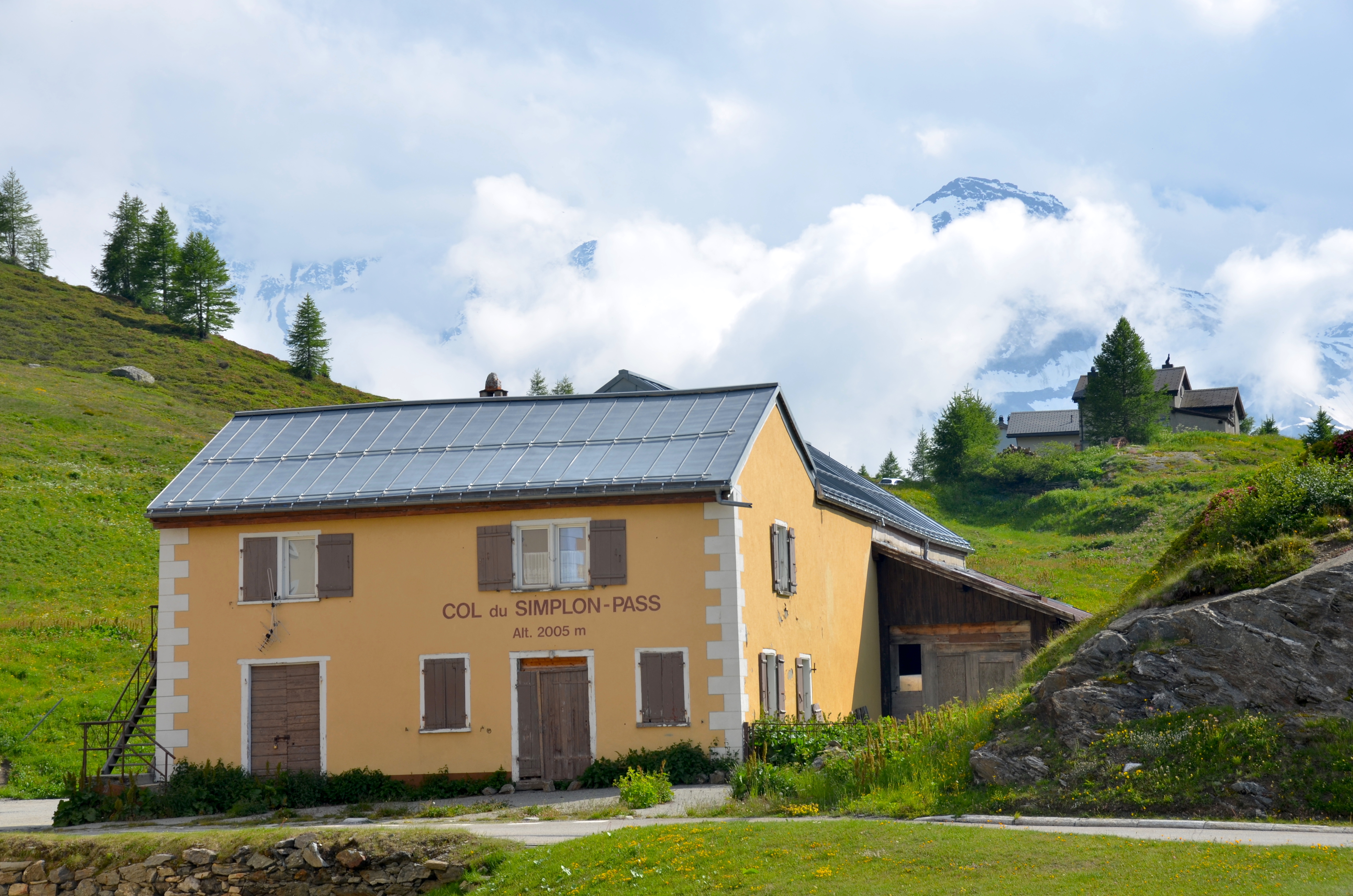
辛普朗山口
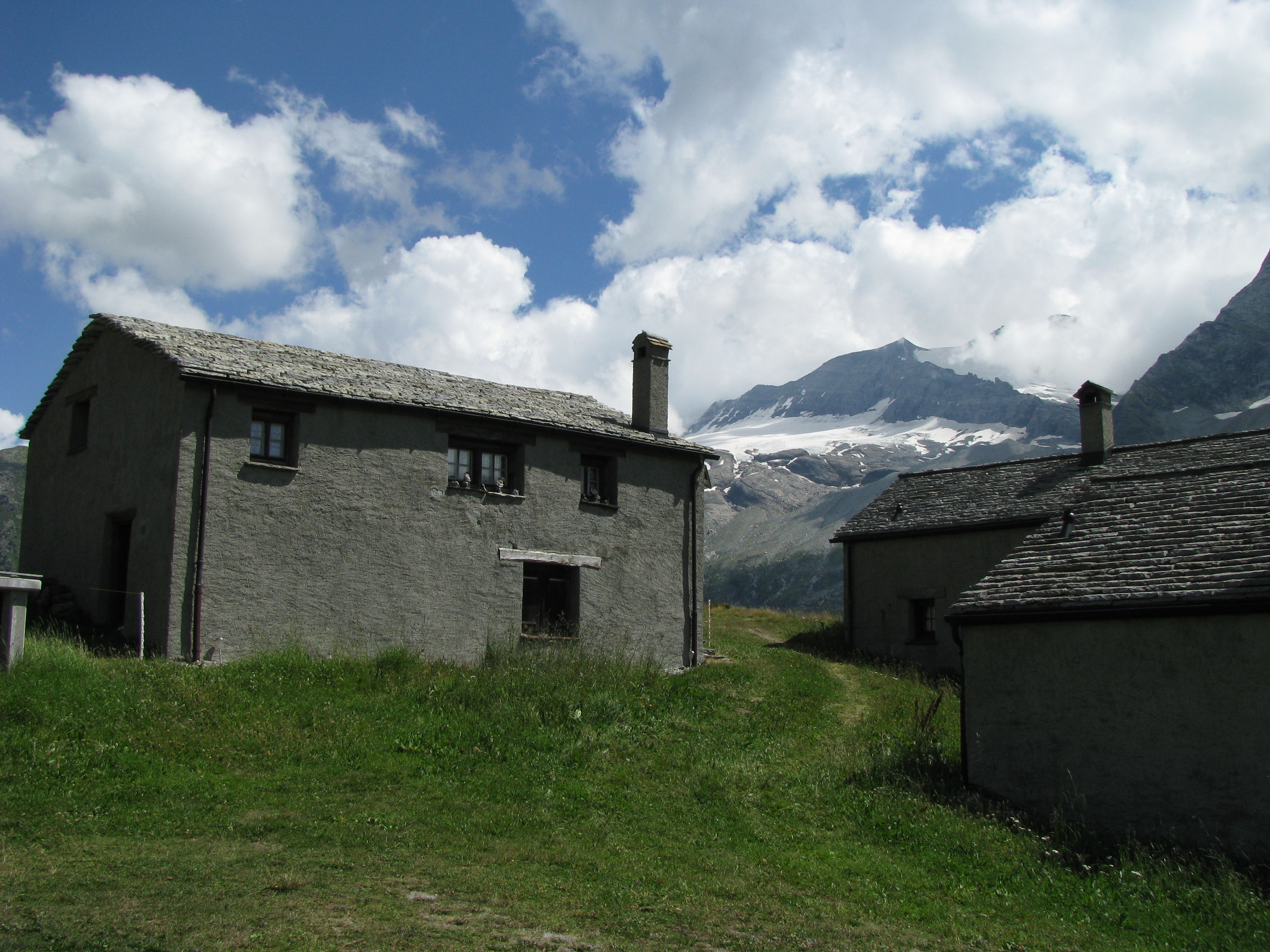
该地区风景
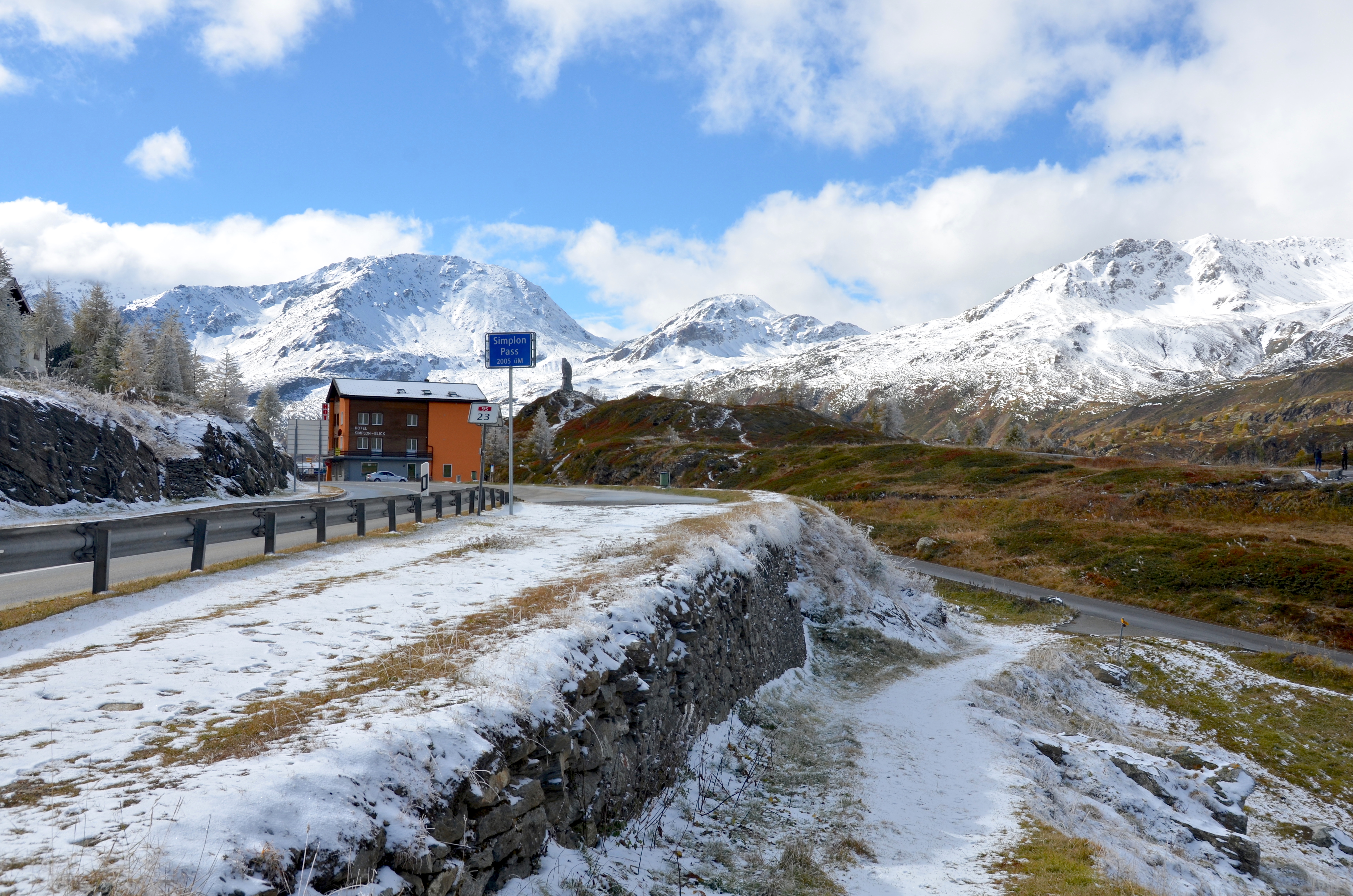
拿破仑护土墙（Napoleon Stützmauer）